# Amour, tango, mandoline
Pour plus de détails, voir Fiche technique et Distribution.
Amour, tango, mandoline (titre original : Liebe ist ja nur ein Märchen) est un film allemand réalisé par Arthur Maria Rabenalt sorti en 1955.

## Synopsis
Après avoir fait le conservatoire de piano, la jeune Helga Lindenberg s'en va à Athènes auprès de son petit ami, le Dr. Klaus Weinert, qui fait des recherches avec son père, le Dr. Lindenberg, à l'Institut biologique. Elle a hâte de ces quelques jours avec Klaus et ne sait pas que les deux hommes doivent travailler sous la pression de l'assistante Angela Brinkmann qui mène certaines recherches pour les présenter au Congrès biologique à Rome dans dix jours. Klaus est tellement absorbé par son travail qu'il ne semble pas à l'heure à l'aéroport pour prendre Helga. C'est le chanteur Mario qui lui sert de taxi. Le père de Helga et Klaus tentent de rendre le séjour de Helga parfait. Ils vont dans un bar où Mario chante. Le jour suivant, les hommes travaillent tandis que Helga se balade dans Athènes le jour de la Saint-Georges. Bien que Klaus lui ait promis de lui montrer l'Attique, il ne peut le faire, car il doit faire une plongée sous-marine qui n'était pas prévue. Helga en profite pour revoir Mario. Quand elle rentre à la maison dans la nuit, elle refuse d'expliquer son absence à Klaus.
Le lendemain matin, ils se réconcilient puis se disputent de nouveau. Helga est jalouse d'Angela qu'elle soupçonne d'être amoureuse. Klaus va seul en mer pour ses recherches tandis que Helga va avec Mario au temple de Poséidon au cap Sounion, un lieu romantique. Il chante pour elle, ils s'embrassent. Comme Mario chante bien, Helga promet de soutenir sa carrière. Lorsque Beckers, un ancien camarade du Dr. Lindenberg, devenu manager de musicien, et que le docteur organise une soirée, Helga amène Mario pour qu'il chante. Sa prestation est un grand succès et Beckers veut le signer. Pendant ce temps, le Dr. Lindenberg apprend qu'Angela est partie chercher des casiers de prélèvement. Klaus la voit et la sauve de la noyade après un accident de bateau. Le Dr. Lindenberg, qui est à la différence de Klaus est amoureux d'Angela, lui demande de devenir sa femme, mais elle veut réfléchir. Klaus se rend compte qu'il a trop peu de temps pour garder Helga qui passe de plus en plus de temps avec Mario. Cependant, un ami de Mario, Fritz, l'avertit que ce na durera pas et la rendra malheureuse. Peu après, Helga voit Mario dans les bras d'une autre femme. Elle se réconcilie avec Klaus et est heureux quand Angela et son père annoncent leur mariage. Pour être clair au sujet de leurs sentiments, Helga va voir peu après un concert Mario puis revient à Klaus parce qu'elle sait maintenant qu'elle n'aime que lui.

## Fiche technique
- Titre : Amour, tango, mandoline
- Titre original : Liebe ist ja nur ein Märchen
- Réalisation : Arthur Maria Rabenalt
- Scénario : Gustav Kampendonk, Felix Lützkendorf
- Musique : Willy Mattes
- Direction artistique : Hans Kuhnert, Hans Luigi, Peter Schlewski
- Costumes : Walter Salemann
- Photographie : Bruno Mondi
- Montage : Hermann Leitner
- Production : Kurt Ulrich
- Sociétés de production : Berolina
- Société de distribution : Constantin Film
- Pays de production :  Allemagne de l'Ouest
- Langue : allemand
- Format : Couleur - 1,37:1 - Mono - 35 mm
- Genre : Film musical
- Durée : 97 minutes
- Dates de sortie :
  - Allemagne de l'Ouest : 16 décembre 1955.
  - France : 7 août 1957 [1].
- Affiche : Jean Mascii (France)

## Distribution
- Eva Crüwell (de) : Helga Lindenberg
- Gerhard Riedmann (de) : Dr. Klaus Weinert
- Georges Guétary : Mario, le chanteur
- Willy Fritsch : Dr. Lindenberg
- Claude Farell : Angela Brinkmann
- Lucie Englisch : Berta
- Christiane Kubrick : Jou-Jou
- Hans Richter : Fritz Keller
- Friedl Hardt (de) : Viola Kern
- Gerd Frickhöffer : Beckers

## Source de la traduction
- (de) Cet article est partiellement ou en totalité issu de l’article de Wikipédia en allemand intitulé « Liebe ist ja nur ein Märchen » (voir la liste des auteurs).